# Korneliusz (metropolita kazański)
Korneliusz (zm. 7 sierpnia?/17 sierpnia 1656) – rosyjski biskup prawosławny.
Od 1647 był ihumenem Makariewskiego Monasteru Trójcy Świętej. Po dwóch latach przeniesiony do monasteru Objawienia Pańskiego w Moskwie. 13 stycznia 1650 został wyświęcony na biskupa kazańskiego i swijaskiego, natychmiast otrzymując godność metropolity.
Był jednym z największych zwolenników reformy liturgicznej patriarchy Nikona. Zmarł nagle w 1656 w czasie epidemii.